# Fuente la Reina
Fuente la Reina è un comune spagnolo di 32 abitanti situato nella comunità autonoma Valenciana.